# Maria Isakova

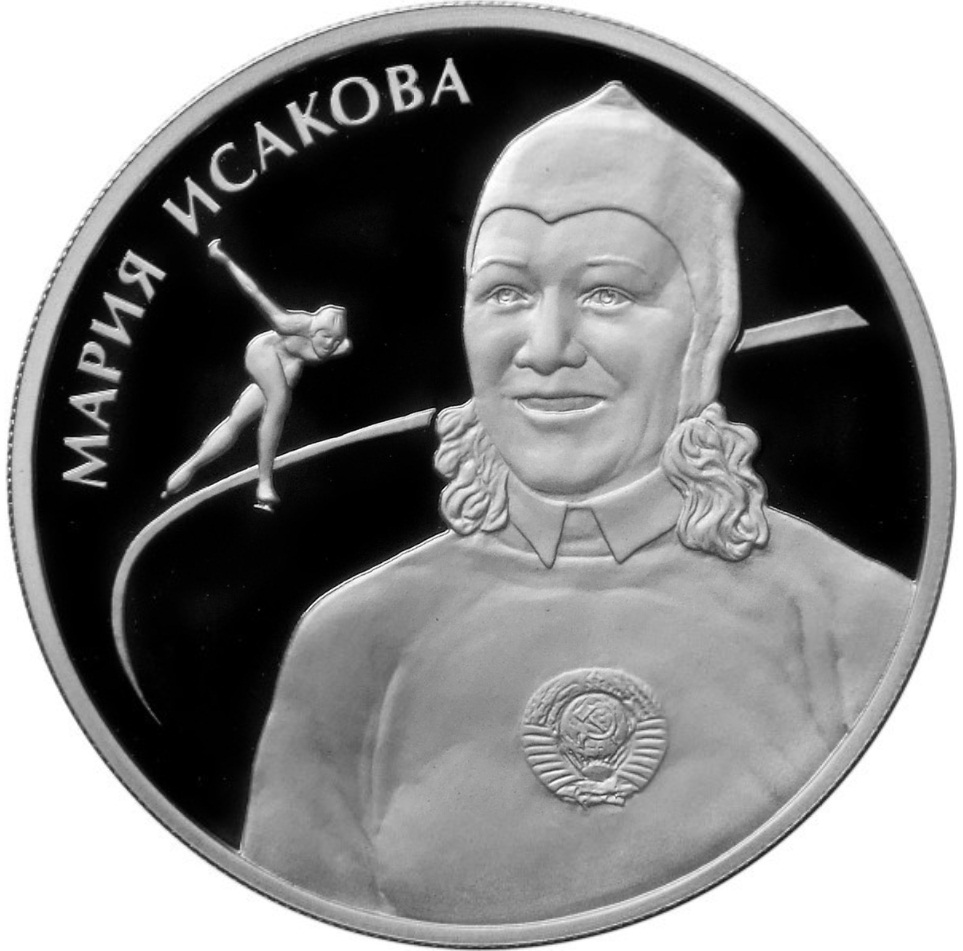
Maria Isakova

Maria Grigorjevna Isakova (Russisch: Мария Григорьевна Исакова) (Vjatka, 5 juli 1920 - Moskou, 25 maart 2011 ) was een langebaanschaatser die uitkwam voor de Sovjet-Unie.
Ze begon met schaatsen op jonge leeftijd, en voordat ze 16 jaar oud was nam ze al deel aan het Sovjetkampioenschap van 1936. Dit deed zij door te liegen over haar leeftijd, omdat ze toen eigenlijk echt nog te jong was om deel te nemen. De toen opgegeven geboortedatum 5 juli 1918 is nog regelmatig terug te vinden in artikelen over haar. In het Sovjetkampioenschap van 1936 behaalde ze een 5e plaats in de eindklassering, nadat ze op de 500 meter ten val was gekomen. Op de overige drie afstanden behaalde ze steeds de 3e plaats. In 1937 en 1938 eindigde ze als 4e, in 1944 won ze zilver. Het volgende jaar, en de vier jaar daarna, werd ze Sovjet-kampioen; vijf keer op een rij. Maria Isakova heeft driemaal deelgenomen aan de wereldkampioenschappen schaatsen en drie keer werd ze wereldkampioen. Ze werd daarmee de tweede schaatsenrijdster die driemaal wereldkampioene werd (na Laila Schou Nilsen) en de eerste die drie kampioenschappen op rij won. Voor haar inspanningen werd ze onder meer beloond met de Orde van Lenin.

## Resultaten
| Jaar | WK Allround | NK Allround |
| ---- | ----------- | ----------- |
| 1936 |             | 5e          |
| 1937 |             | 4e          |
| 1938 |             | 4e          |
| 1944 |             | Zilver      |
| 1945 |             | Goud        |
| 1946 |             | Goud        |
| 1947 |             | Goud        |
| 1948 | Goud        | Goud        |
| 1949 | Goud        | Goud        |
| 1950 | Goud        | Zilver      |
| 1951 |             | Goud        |
| 1952 |             | 22e         |
| 1953 |             | 10e         |
| 1954 |             | 9e          |

### Medaillespiegel
| Kampioenschap | Goud · | Zilver · | Brons · |
| ------------- | ------ | -------- | ------- |
| WK Allround   | 3      | 0        | 0       |
| NK Allround   | 6      | 2        | 0       |

## Records

### Wereldrecords
| Nr. | Afstand    | Tijd   | Datum            | Baan  |
| --- | ---------- | ------ | ---------------- | ----- |
| 1   | 1500 meter | 2.29,5 | 12 februari 1951 | Medeo |

### Persoonlijke records
| Afstand    | Tijd   | Datum            | Baan   |
| ---------- | ------ | ---------------- | ------ |
| 500 meter  | 47,7   | 8 januari 1952   | Medeo  |
| 1000 meter | 1.37,2 | 16 februari 1951 | Medeo  |
| 1500 meter | 2.29,5 | 12 februari 1951 | Medeo  |
| 3000 meter | 5.21,7 | 23 januari 1953  | Medeo  |
| 5000 meter | 9.32,0 | 1 februari 1949  | Moskou |

### Wereldrecords laaglandbaan (officieus)
| Nr. | Afstand    | Tijd   | Datum         | Baan            |
| --- | ---------- | ------ | ------------- | --------------- |
| 1.  | 1000 meter | 48,3   | 25 maart 1936 | Kirov           |
| 2.  | 500 meter  | 1.39,4 | 5 maart 1951  | Jekaterinenburg |

- International Standard Name Identifier: 0000 0004 0828 5434
- Library of Congress Control Number: no2016095949
- Nationale Bibliotheek van Polen: a0000002186322
- Virtual International Authority File: 300754580
- WorldCat: E39PBJfmvJpc3GjykJb7qrMpT3